# Dirigiranje
Dirigiranje je veščina, s katero vodimo večjo skupino glasbenih izvajalcev s pomočjo določenih kretenj. Dogovorjeni gibi roke, pa tudi celotna govorica telesa so sredstvo, s katerim dirigent usmerja glasbenike pri izvajanju skladbe. Ker se lahko izvajalci posamezno orientirajo le na podlagi svojega notnega parta, potrebujejo koordinacijo dirigenta, ki pozna celotno partituro. 
Dirigiranje vsebuje informacije o tempu, agogiki, dinamiki (glasnosti) in načinu izvajanja skladbe.